# Bakterijska konjugacija
Bakterijska  je transfer genetičkog materijala između bakterijskih ćelija putem direktnog međućelijskog kontakta ili veze slične mostu između dve ćelije. Otkrili su je 1946. Džošua Lederberg i Edvard Tatum. Konjugacije je mehanizam horizontalnog transfera gena kao što su i transformacija i transdukcija, mada se ta dva mehanizma ne odvijaju putem međućelijskog kontakta.
Bakterijska  se često smatra bakterijskim ekvivalentom seksualne reprodukcije ili parenja pošto obuhvata razmenu genetičkog materijala. Tokom konjugacije ćelija donora daje konjugativni ili mobilni genetički element koji je često plazmid ili transpozon. Većina konjugativnih plazmida imaju sisteme koji osiguravaju da ćelija primaoca već ne sadrži slični element.
Prenesena genetička informacija je obično korisna za primaoca. Beneficije mogu uključivati otpornost na antibiotike, toleranciju na ksenobiotike ili sposobnost korišćenja novih metabolita.

## Literatura
- Griffiths AJF;  . (1999). An Introduction to genetic analysis (7th изд.). San Francisco: W.H. Freeman. ISBN 978-0-7167-3520-5.
- Holmes, R. K.; Jobling, M. G. (1996). Genetics: Conjugation. in: Baron's Medical Microbiology (Baron S et al., eds.) (4th изд.). University of Texas Medical Branch. ISBN 978-0-9631172-1-2.

## Spoljašnje veze
- Bakterijska